# José Carlos Martínez
José Carlos „Flaco” Martínez Navas (ur. 10 października 1997 w Bethanii) – gwatemalski piłkarz występujący na pozycji napastnika, reprezentant Gwatemali, od 2017 roku zawodnik Municipalu.

## Kariera klubowa
Martínez pochodzi ze wsi Bethania pod miastem Moyuta, w departamencie Jutiapa. Jego ojciec był amatorskim piłkarzem. Swoją karierę Martínez rozpoczynał w lokalnej drużynie Deportivo Bethania w lidze regionalnej. W wieku 16 lat, po pomyślnym przejściu testów, dołączył do akademii juniorskiej stołecznego potentata, CSD Municipal. Początkowo codziennie dojeżdżał 130 kilometrów na treningi do miasta Gwatemala, równolegle uczęszczając do szkoły w Moyucie.
Do pierwszej drużyny Municipalu został włączony jako dziewiętnastolatek przez trenera Gustavo Machaína i w gwatemalskiej Liga Nacional zadebiutował 15 stycznia 2017 w zremisowanym 0:0 spotkaniu z Suchitepéquez. Pierwszego gola strzelił natomiast 1 lutego w wygranym 2:0 meczu z Mictlán. Z Municipalem wywalczył dwa mistrzostwa Gwatemali (Clausura 2017, Apertura 2019) i dwa wicemistrzostwa Gwatemali (Apertura 2017, Apertura 2020).

## Kariera reprezentacyjna
W lipcu 2016 Martínez został powołany przez Éricka Gonzáleza do reprezentacji Gwatemali U-20 na środkowoamerykańskie kwalifikacje do Mistrzostw CONCACAF U-20. Strzelił podczas nich gola z rzutu karnego w meczu z Salwadorem (2:2). Jego kadra awansowała na kontynentalny czempionat, jednak nie wzięła w nim udziału, gdyż krajowa federacja została zdyskwalifikowana przez FIFA.
W czerwcu 2019 Martínez w barwach reprezentacji Gwatemali U-23 wziął udział w Turnieju w Tulonie. Wystąpił wówczas we wszystkich trzech meczach jako rezerwowy. Podopieczni Éricka Gonzáleza zakończyli swój udział w turnieju na fazie grupowej.
W seniorskiej reprezentacji Gwatemali Martínez zadebiutował za kadencji selekcjonera Waltera Claverí, 15 sierpnia 2018 w wygranym 3:0 meczu towarzyskim z Kubą. Pierwszego gola strzelił 5 września 2019 w wygranej 10:0 konfrontacji z Anguillą w ramach Ligi Narodów CONCACAF.